# Histoires naturelles
Histoires naturelles (Storie naturali) è un ciclo di canzoni di Maurice Ravel, composto nel 1906. È scritto su cinque poesie di Jules Renard con musica per canto e pianoforte. L'allievo di Ravel, Manuel Rosenthal, ne ha creato una versione per canto e orchestra. La prima canzone è dedicata al mezzosoprano Jane Bathori, che cantò durante la prima esecuzione, accompagnata dal compositore, il 12 gennaio 1907.

## Analisi musicale
Il ciclo è costituito da cinque canzoni:
- Le paon (Il pavone)
  - Il pavone è descritto mentre, con le sue eleganti penne, è in attesa della pavona che deve sposare. Lei non appare, ma la sua vanità lo rende sicuro che verrà domani.[3]
- Le grillon (Il grillo)
  - Il grillo torna a casa sua alla fine della giornata e la mette in ordine ossessivamente, prima di scavare una tana profonda nella terra.[3]
- Le cygne (Il cigno)
  - Il cigno è distratto dai riflessi nell'acqua, confondendo l'immagine del proprio collo con il braccio di una donna. Ogni volta che immerge il becco nell'acqua, invano alla ricerca di riflessi, fa uscire un verme e così ingrassa.[3]
- Le martin-pêcheur (Il martin pescatore)
  - Un pescatore è lieto e orgoglioso che un bellissimo martin pescatore si sia appena appollaiato sulla sua canna da pesca per poi volarsene via.[3]
- La pintade (La faraona)
  - La faraona è cattiva e bellicosa, attacca le galline e persino il tacchino nel cortile. Occasionalmente dà loro un po' di tregua quando lascia il cortile per deporre un uovo fuori dalla vista, in campagna.[3]

### Annotazioni sui movimenti
1. Le paon: Sans hâte et noblement (fa maggiore). Il va surement se marier aujourd'hui
  - Dedica: Madame Jean Bathori
2. Le grillon: Placide (La minore). C'est l'heure où, las d'errer
  - Dedica: Mademoiselle Madeleine Picard
3. Le cygne: Lent (Si maggiore). Il glisse sur le bassin
  - Dedica: Madame Alfred Edwards, née Godebska
4. Le martin-pêcheur: On ne peut plus lent (Fa♯ maggiore). Ça n'a pas mordu, ce soir
  - Dedica: Emile Engel
5. La pintade: Assez vite (Mi maggiore). C'est la bossue de ma cour
  - Dedica: Jean Roger-Ducasse

Delle poesie Ravel diceva: "il linguaggio diretto e chiaro e la poesia profonda e nascosta delle opere di Jules Renard mi hanno tentato a lungo". Renard annotò nel suo diario:

## Accoglienza

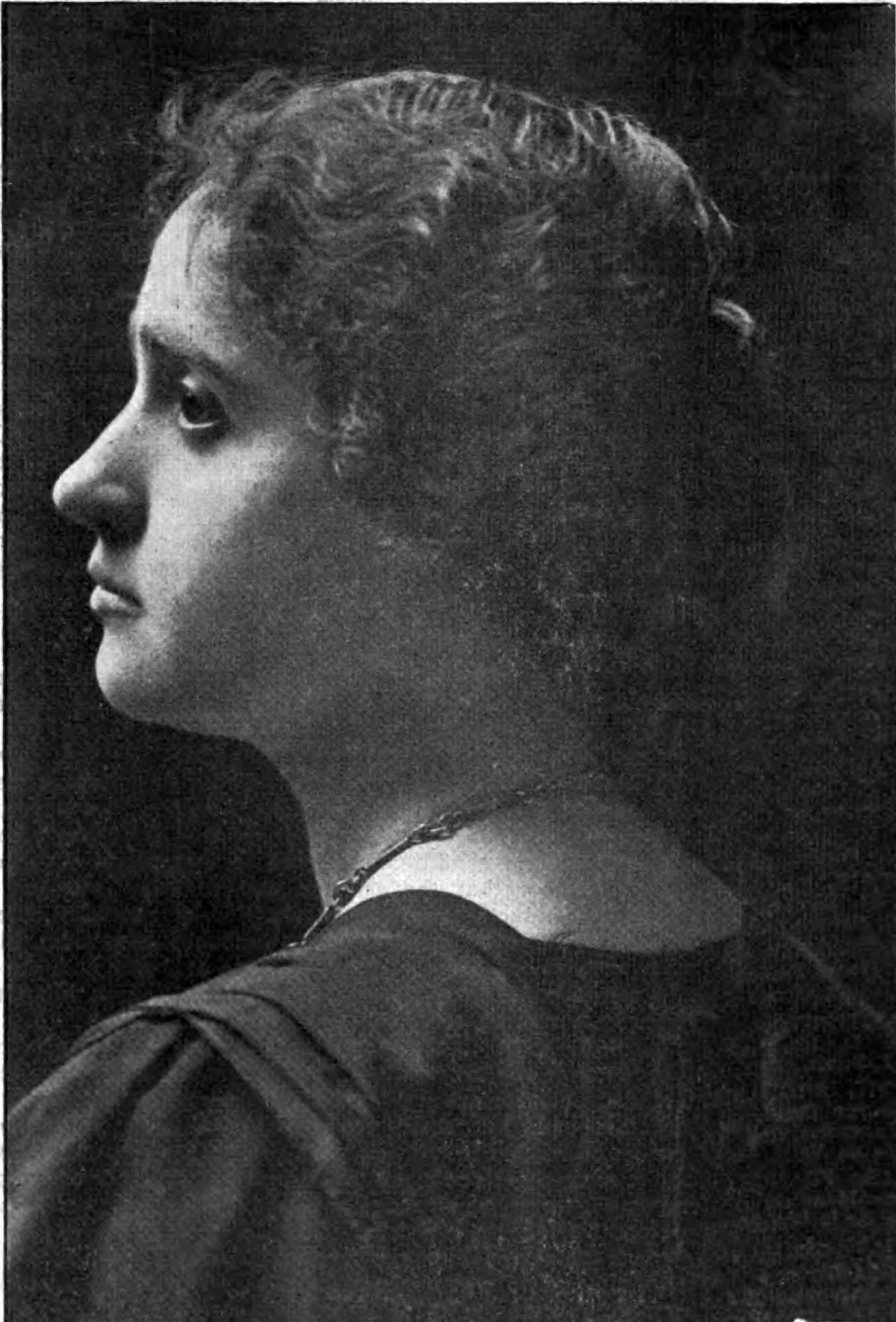
Jane Bathori, che cantò alla prima, nel 1912

La première suscitò polemiche, creando una divisione tra coloro che consideravano la musica come un affronto e coloro che apprezzavano il suo stile popolare. Nella recitazione e nel canto ufficiale della poesia francese, è normale pronunciare le vocali scevà ("mute") in quelle situazioni in cui verrebbero normalmente lasciate cadere. Nelle Histoires naturelles, Ravel dava indicazioni al cantante di abbandonare molte, ma non tutte queste vocali scevà, offendendo alcuni ascoltatori. Altri apprezzarono l'approccio informale del compositore ritenendo che fosse de haut en bas (molto) divertente. Anche l'ex insegnante e sostenitore di Ravel Gabriel Fauré non era contento del lavoro, sebbene la sua disapprovazione fosse più sui versi che sulla musica del suo protetto. Secondo Graham Johnson la reazione di Fauré potrebbe anche essere stata dovuta al fatto che molti spettatori abbandonarono il teatro durante l'intervallo e che la seconda metà di questo concerto prevedeva le anteprime del primo Quintetto per pianoforte di Fauré, il quarto Impromptu e l'ottava Barcarolle. Lo studioso di Ravel Roger Nichols considera il ciclo "un passo importante nell'evoluzione di Ravel, significativo come Jeux d'eau e Miroirs. Johnson cita anche le reminiscenze di Emile Vuillermoz dello stesso manierismo vocale di Ravel, nel lasciare che la voce cada di una quarta o una quinta alla fine di una frase, cosa che si verifica in molti punti sia nelle Histoires naturelles che nella sua opera contemporanea L'heure espagnole. Alcuni musicologi hanno visto il ciclo come un discendente del genere iniziato da Chabrier nelle sue quattro canzoni "da cortile" del 1890.